# Lucien Nonguet
Lucien Henri Nonguet (* 10. Mai 1869 in Poitiers; † 22. Juni 1955 in Fay-aux-Loges) war ein französischer Schauspieler, Regisseur und Drehbuchautor.

## Leben
Lucien Nonguet, Sohn des Dramatikers Josué Nonguet (1831–1881), war 1890 Tagelöhner, als er zum Militärdienst ging. Er diente bis 1893 in den Reihen des 94. Infanterieregiments. Er wurde Gefreiter und Fechtlehrer, später Angestellter heiratete er 1895.
Lucien Nonguet war zunächst Schauspieler und Statistenregisseur am Theater, unter anderem am Châtelet und am Ambigu, bevor er 1902 ebenfalls als Statistenregisseur in die Kompanie von Charles Pathé eintrat. Diese Funktion, die im Theater darin bestand, Schauspieler für die Bedürfnisse eines Stücks zu rekrutieren und zu leiten, wurde zu Beginn des Kinos zum Vorgeschmack auf den Beruf des Regisseurs. So wurde er zusammen mit Ferdinand Zecca einer der ersten ernannten Direktoren der Firma Pathé. Insbesondere drehte er mehrere Kurzfilme mit Max Linder in der Hauptrolle, auf den er als Schauspieler am Théâtre des Variétés aufmerksam wurde.
Im Ersten Weltkrieg diente er als Karporal. Nach dem Krieg wurde er Kinobetreiber.

## Filmografie
- Au Pays noir, 1905